# He 112戰鬥機
He 112戰鬥機是亨克爾公司在1934年應德國空軍的「高速郵政機」（後來改為「輕型運動機」，這是為了迴避凡爾賽條約）而研製的，當時德國空軍開出的要求:
- 在離地6,000米高空以400公里/小時的速度飛行20分鐘
- 飛行時間為一小時半
- 翼負荷少於100公斤/平方米
- 飛行性能要求次序為:速度>爬昇率>水平轉彎能力
- 三挺機槍或一挺機炮

當時有4家公司參與投標，分別是阿拉度、福克.沃爾夫、梅賽希密特和亨克爾，其中梅賽希密特發展出Bf 109而亨克爾發展出He 112

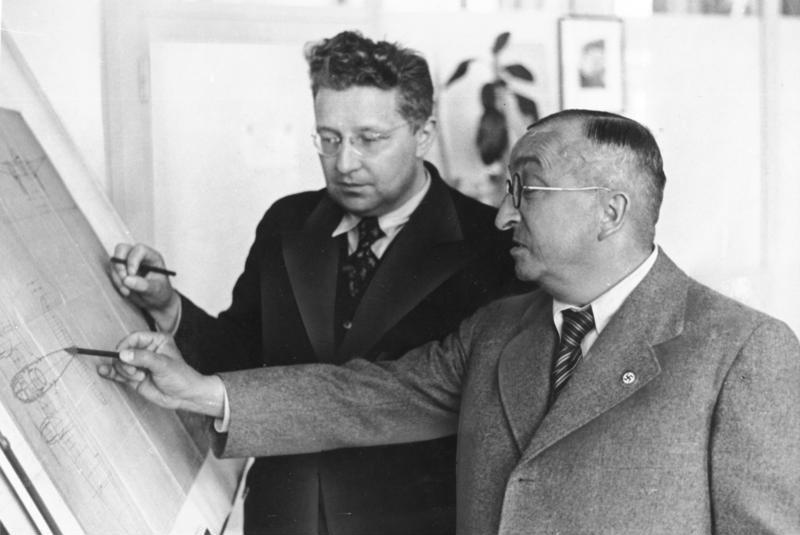
吉他兄弟

## 研發簡史

### He 112A

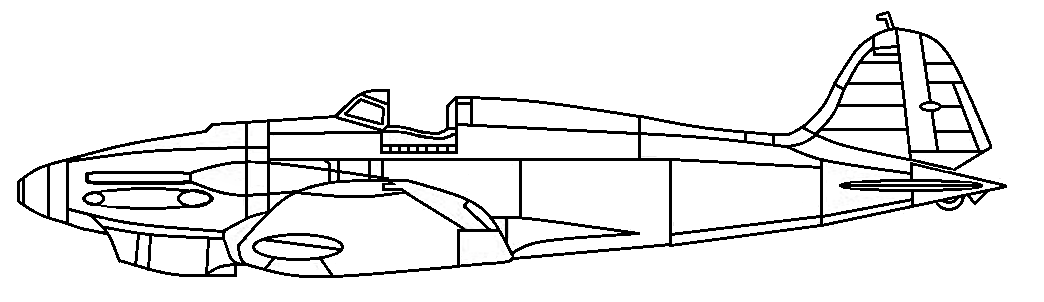
He 112的原型機，後來發展出He 112A

當時亨克爾派出曾研製He 70飛機的吉他兄弟負責，He 70是亨克爾公司一種成功的飛機，故He 112深受其影響，包括有著由曲線組成的流線形機身和橢圓形機翼，而其主翼是略為向下彎曲的倒海鷗翼，其起落架在主翼之內並可向外收起以減少風阻，主輪間距也比Bf 109的闊，起飛和降落時較為不易翻機，駕駛艙為開放式，其武裝為機頭的三挺MG 17機槍
由1936年2月8日開始，He 112原型機就和其主要對手Bf 109作各種比拼，Bf 109在速度上勝過He 112而He 112在水平轉彎上略勝一籌，不過He 112原型機接二連三發生失事意外，但由於喜歡He 112的人不少，令空軍部決定再各生產15架原型機作對比，但最後仍是由Bf 109勝出作為德國空軍的主力戰鬥機，He 112失敗的主因除了速度不及Bf 109外之外，He 112的機身主要由曲線組成，這令它不易生產，而He 112原型機改動太多也是其落敗的主因，而這批早期型的He 112被統稱為He 112A

### He 112B

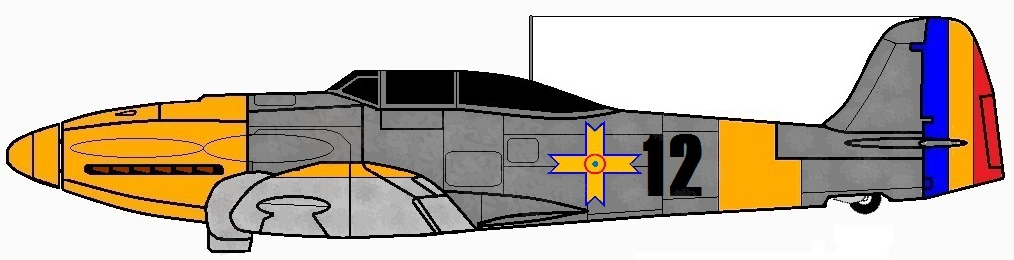
羅馬尼亞空軍的He 112B

He 112B是在He 112A的基礎上發展起來的改良型，其中主要把駕駛艙改為封閉式，其座艙蓋為三段式設計而中間部份可以向後拉開以便飛行員進出，為了改善穩定性而採用了一個較高的垂直尾翼，機身也減輕了1,617公斤（包括把翼樑由兩條減至一條），火力方面也強化為機頭兩挺MG 17機槍和主翼各一挺MG FF機炮，1937年7月，He 112B試飛證明其平飛速度比Bf 109還要快20公里/小時，但由於Bf 109已進入量產，德國空軍部已不會再考慮He 112B，結果專門用於出口其他國家，分別有日本、西班牙、匈牙利和羅馬尼亞

## 實戰

### 德國
德國人曾把12架原本要出口到日本的He 112B留起去應付蘇台德區危機，危機後也把此12架運給日本，亨克爾公司把數架He 112B作為自己工廠的防衛戰機，其後被He 100戰鬥機取代

### 日本
1937年中日戰爭爆發，日本海軍為了戰爭擴大的需要而向亨克爾買30架He 112B而且可能會再買多100架，這些飛機被日本人稱為A7He1，但因為日本軍方高層以纏鬥性能為戰鬥機的首要好壞標準，他們認為He 112B的在此方面比其國產的九六式艦載戰鬥機要差，故取消了後續的100架訂單，而之前的30架也無用於實戰而是作為飛行測試和訓練用機

### 西班牙
西班牙佛朗哥將軍陣營在西班牙內戰後期購買了12架He 112B，1939年1月20日，He 112B擊落了一架共和軍的I-16戰鬥機，這是He 112B在西班牙內戰當中唯一的空戰戰果，因為它們主要執行對地攻擊任務
西班牙內戰後，He 112B改為駐守在北非的摩洛哥，主要是驅趕誤入摩洛哥領空的盟軍或軸心軍飛機，西班牙空軍的He 112B一直使用至1953年

### 匈牙利
匈牙利原本向亨克爾下了36架He 112B的訂單並想得到生產許可，但由於匈牙利和羅馬尼亞不和而德國政府偏幫羅馬尼亞，匈牙利最後祇得到3架He 112B，這批He 112B祇用作飛行訓練，後來全被美軍轟炸機炸毀

### 羅馬尼亞

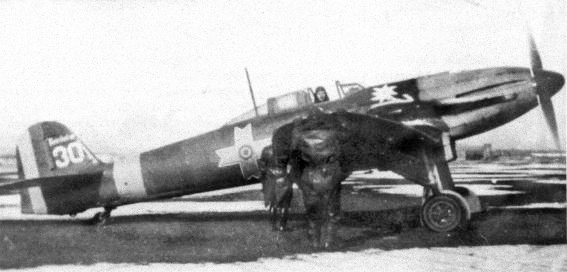
羅馬尼亞空軍的He 112B

羅馬尼亞是He 112B最大的用戶，1939年4月下了24架訂單而後來更增加至30架，到該9月交貨完畢，羅馬尼亞空軍用He 112B組成兩個戰鬥機中隊去保衛首都布加勒斯特
1941年德蘇戰爭爆發後，羅馬尼亞加入德國陣營並派兵參與入侵蘇聯，戰爭第一天羅馬尼亞空軍的12架為轟炸機護航的He 112B和30架前來攔截的蘇軍I-16戰鬥機爆發空戰，除了這次戰役，He 112B主要執行對地攻擊任務，因為羅馬尼亞空軍認為He 112B馬力不足和速度慢，1941年7月19日，1架He 112B在夜間截擊一隊蘇軍轟炸機，而到了1943年後，羅馬尼亞空軍的He 112B已被Bf 109G取代其第一線作戰任務，祇作為二線教練機使用

## 基本資料(He 112B)
- 乘員:1人
- 機長:9.22米
- 翼展:9.09米
- 機高:3.82米
- 空重:1,617公斤
- 最重:2,248公斤
- 機翼面積:17平方米
- 最快速度:510公里/小時
- 航程:1,150公里
- 昇限:9,500米

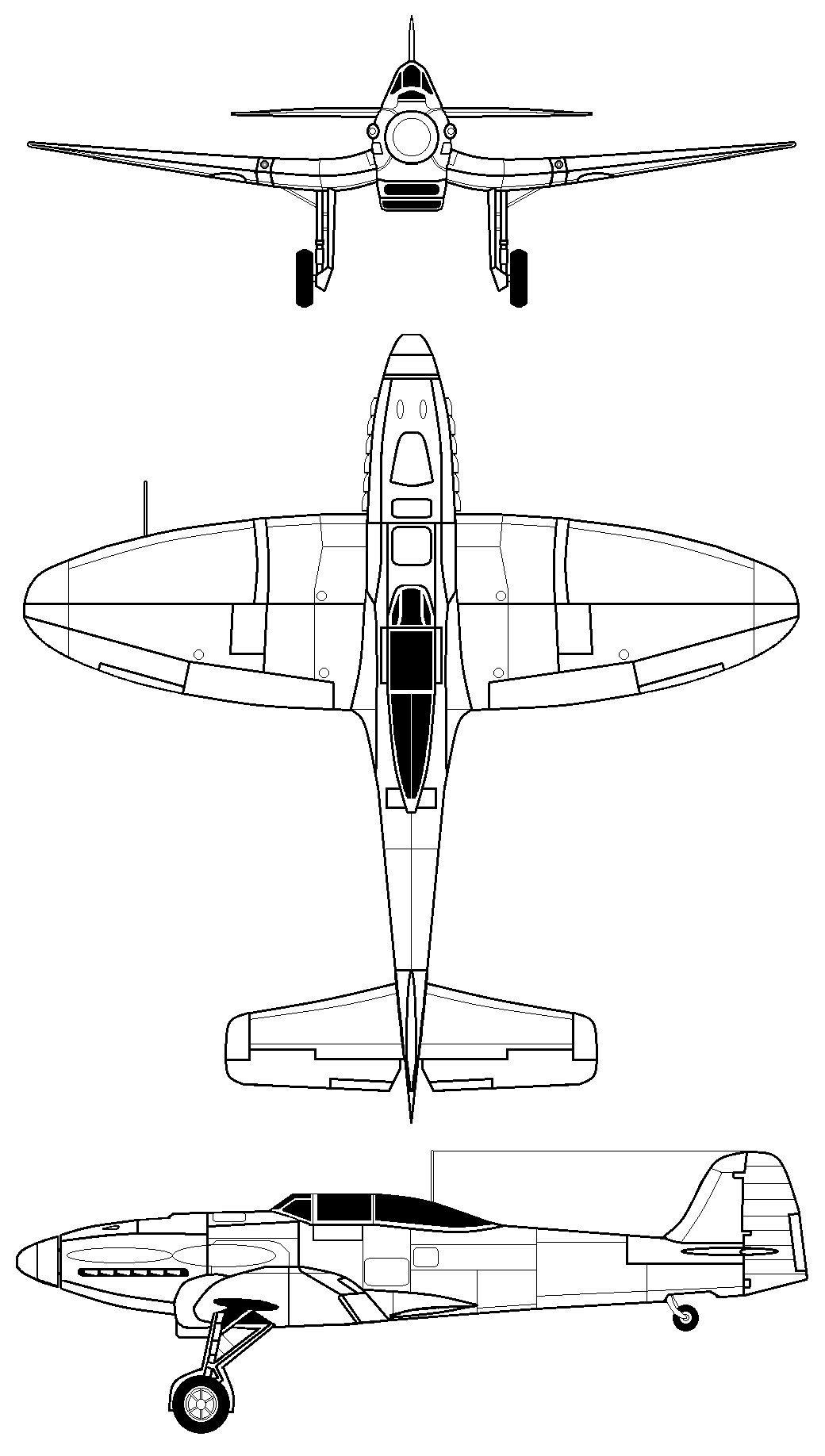
He 112B三視圖

- 發動機:容克斯Jumo210水冷式發動機(700匹馬力)
- 武裝:機翼兩挺7.92毫米口徑MG 17機槍+機翼各一挺20毫米口徑MG FF機炮

## 使用國家

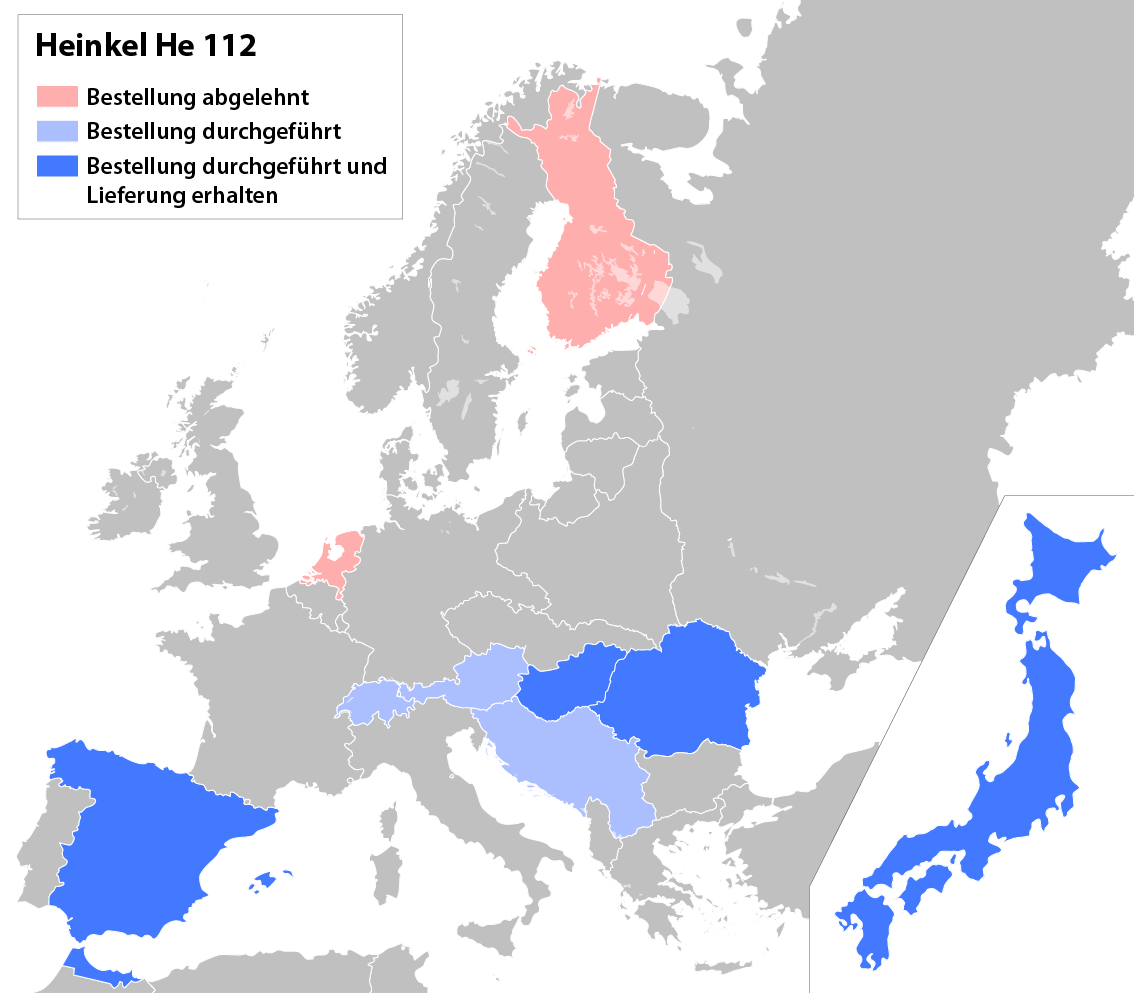

- 納粹德國
- 日本
- 西班牙国
- 匈牙利
- 羅馬尼亞

## 外部連結
- He 112浮沉錄（页面存档备份，存于）